# Matthias Manke
Matthias Manke (* 1968 in Greifswald) ist ein deutscher Archivar und Historiker.

## Leben
Matthias Manke studierte von 1989 bis 1994 Geschichte, Politikwissenschaften und Soziologie an den Universitäten Rostock und Hamburg. Von 1992 bis 1994 war er Stipendiat der Friedrich-Naumann-Stiftung und anschließend bis 1996 Stipendiat der Landesgraduiertenförderung Mecklenburg-Vorpommern.
Im Jahre 1999 wurde Manke an der Universität Hamburg mit der Dissertation Rostock zwischen Revolution und Biedermeier. Alltag und Sozialstruktur zum Dr. phil. promoviert. Ein Jahr zuvor war er für zwei Jahre als Archivreferendar an die Archivschule Marburg gegangen. Sein Ausbildungsarchiv war das Sächsische Hauptstaatsarchiv Dresden. Seit Mai 2000 ist er als wissenschaftlicher Archivar am Landeshauptarchiv Schwerin tätig, wo er im Jahre 2004 als Archivdirektor die Leitung des Dezernats Neues Archiv übernahm. Seit 2009 ist der Stellvertreter der Leiters des Landeshauptarchivs Schwerin.
Als Historiker beschäftigte sich Manke hauptsächlich mit Neuerer Geschichte Mecklenburgs und des benachbarten (Vor-)Pommerns. Im Jahre 2004 erfolgte seine Berufung in die Historische Kommission für Mecklenburg. Dort wirkt er als stellvertretender Kommissionsvorsitzender.

## Werke
Als Autor oder Herausgeber wirkte Matthias Manke u. a. an folgenden Publikationen mit:
- Die Großherzöge von Mecklenburg-Schwerin. Hinstorff, Rostock 2015.
- Kapitäne, Konsuln, Kolonisten. Verlag Schmidt-Römhild, Lübeck 2015.
- Alt werden in Mecklenburg im Wandel der Zeit. Verlag Schmidt-Römhild, Lübeck 2012.
- Auf dem Weg zum digitalen Archiv, Landeshauptarchiv Schwerin, Schwerin 2012.
- Unter Napoleons Adler. Verlag Schmidt-Römhild, Lübeck 2009.
- Verfassung und Lebenswirklichkeit. Verlag Schmidt-Römhild, Lübeck 2006.
- „... dass alle Welt geschätzt würde“. Koch, Rostock 2005.
- Rostock zwischen Revolution und Biedermeier. Alltag und Sozialstruktur [Hamburg, Univ., Diss. 1998]. Neuer Hochschulschriftenverl., Rostock 2000.

Zu seinen zahlreichen Aufsätzen und Vorträgen gehört u. a.:
- Vom Hofhistoriker des Gauleiters zum Militärarchivar des Bundes. Der Archivar Georg Tessin im Staatsarchiv Schwerin und im Bundesarchiv Koblenz. In: Das deutsche Archivwesen und der Nationalsozialismus. 75. Deutscher Archivtag 2005 in Stuttgart. Hrsg. vom Verband deutscher Archivarinnen und Archivare. Klartext Verlag, Essen 2007. ISBN 978-3-89861-703-1. S. 281–312.